# Wahlen zum Dáil Éireann November 1982
- WP: 2
- LAB: 16
- Unabh.: 3
- FG: 70
- FF: 75

Die Wahlen zum Dáil Éireann fanden am 24. November 1982 statt. Bestimmt wurden die Mitglieder des 24. Dáil.

## Ergebnisse 1982 (November)
Die 166 Parlamentarier versammelten sich erstmals am 14. Dezember und die Amtszeit dauerte 1546 Tage.
Die zweite Unterhauswahl im Jahr 1982 fand nur neun Monate nach der letzten Wahl statt und war die dritte Wahl innerhalb von 18 Monaten.
Die Wahl wurde notwendig, da Fianna Fáil die Unterstützung der Workers’ Party und der Unabhängigen verloren hatte, die die Finanzkürzungen der Regierung nicht mittragen wollten. Obwohl die wirtschaftlichen Probleme drängten mussten die Parteien nun einen weiteren Wahlkampf ausfechten.
Nach der Auszählung der Stimmen erreichte Fine Gael die größte Anzahl an Sitzen in der Geschichte und lag damit nur 5 Sitze hinter Fianna Fáil (es gab Zeiten, da hatte Fianna Fáil doppelt so viele Sitze wie Fine Gael). Die Labour Party hatte mit Dick Spring einen neuen Anführer und konnte sich recht schnell mit Fine Gael auf ein Regierungsprogramm einigen, so dass Garret FitzGerald zum zweiten Mal Taoiseach wurde. Das schlechte Abschneiden von Fianna Fáil lag vor allem an dem (intern) umstrittenen Anführer Charles Haughey, der sich sogar einer (gewonnenen) Vertrauensfrage in seiner Partei stellen musste.
| Partei         | Anführer           | Sitzverteilung | Sitzverteilung | Sitzverteilung | Nachwahlen (3) | Nachwahlen (3) | Nachwahlen (3) | Nachwahlen (3) |
| -------------- | ------------------ | -------------- | -------------- | -------------- | -------------- | -------------- | -------------- | -------------- |
| Partei         | Anführer           | Anzahl         | ±              | %-Verteilung   | Verloren       | Gewonnen       | Behalten       | ±              |
| Fianna Fáil    | Charles J. Haughey | 75             | −6             | 45,18 %        |                |                | 3              |                |
| Fine Gael      | Garret FitzGerald  | 70             | +7             | 42,17 %        |                |                |                |                |
| Labour Party   | Michael O’Leary    | 16             | +1             | 9,64 %         |                |                |                |                |
| Workers’ Party | Tomás Mac Giolla   | 2              | −1             | 1,21 %         |                |                |                |                |
| Unabhängige    | Unabhängige        | 3              | −1             | 1,80 %         |                |                |                |                |
|                |                    | 166            | ±0             |                |                |                |                |                |